# توماس غروسمان
توماس غروسمان (بالألمانية: Thomas Grossmann)‏ هو كاتب وعالم نفس ألماني، ولد في 1 يونيو 1951 في هامبورغ في ألمانيا.